# Cacicus latirostris
Cacicus latirostris е вид птица от семейство Трупиалови, единствен представител на род Ocyalus.

## Разпространение
Видът е разпространен в Бразилия, Еквадор, Колумбия и Перу.